# (21593) 1998 VL27
(21593) 1998 VL27 è un asteroide troiano di Giove del campo greco. Scoperto nel 1998, presenta un'orbita caratterizzata da un semiasse maggiore pari a 5,105729 UA e da un'eccentricità di 0,051675, inclinata di 3,351771° rispetto all'eclittica. Ha un diametro di 21,922 km, un periodo di rotazione di 10,747 ore e un'albedo di 0,092.